# System językowo-migowy
System językowo-migowy, SJM, język migany – sztuczny system porozumiewania się stworzony przez osoby słyszące w celu ułatwienia komunikacji z osobami głuchymi.
W zależności od interpretacji jest to:
- kodowany manualnie wizualno-przestrzenny odpowiednik (subkod) polszczyzny pisanej lub
- język sztuczny utworzony z połączenia elementów języka polskiego i polskiego języka migowego (PJM).

## SJM a PJM i polszczyzna
Nie należy mylić systemu językowo-migowego z polskim językiem migowym (PJM), który jest językiem naturalnym. Głusi rodzice w kontaktach ze swoimi Głuchymi dziećmi nie posługują się SJM. SJM nie można nabyć drogą naturalnego przyswojenia. SJM nie ma określonej grupy odbiorców posługującej się nim, przez co nie rozwija się również w sposób naturalny.
System językowo-migowy (SJM) wywodzi się bezpośrednio z polskiego języka fonicznego. Istotą systemu jest wspomaganie wyraźnej wypowiedzi dźwiękowo-artykulacyjnej znakami migowymi. Mimo że system jest uważany także za odmianę języka migowego, jego podstawę stanowi polszczyzna foniczna. Oznacza to, że w wypowiedzi systemem językowo-migowym wiodąca jest mowa dźwiękowa, a znaki migowe jedynie podążają za wypowiedzią słowną, ułatwiając jej zrozumienie głuchym. Dzięki podwójnemu kanałowi przekazu – sygnalizowanej ruchem ust mowie i równolegle przekazywanym znakom języka migowego – niesłyszący odbiorca łatwiej odczytuje treść wypowiedzi z ust.
Następcą rozwijającego się systemu językowo-migowego jest język migany.
Używanie SJM jest związane z utrudnieniami i ograniczeniami wynikającymi z jego sztucznego charakteru. Sztuczny środek komunikacji nie oferuje takiej swobody budowania wypowiedzi, jak język naturalny. Osoby bezkrytycznie stosujące SJM mogą popełniać błędy utrudniające, a nawet uniemożliwiające zrozumienie wypowiedzi, na przykład:
- Istnieje duża trudność w tłumaczeniu za pomocą SJM związków frazeologicznych (np. pójść na rękę, rozwinąć skrzydła, o co chodzi?). Błędem wielu użytkowników SJM jest rozbijanie polskich frazeologizmów na składniki i miganie każdego z nich oddzielnie (np. pójść na rękę miga się jako serię znaków IŚĆ NA RĘKA-Ę, rozwinąć skrzydła – ROZWIJAĆ SKRZYDŁO-A). Takie zastosowanie SJM czyni zbudowaną w nim wypowiedź całkowicie niezrozumiałą, a nawet bezsensowną dla użytkowników polskiego języka migowego.
- Błędnym zastosowaniem SJM jest rozbijanie derywatów słowotwórczych (np. przedłożyć jako PRZED POŁOŻYĆ). Błąd ten jest tak często popełniany, iż znalazł się nawet w słownikach i podręcznikach SJM (np. napisać przekazywane jako NA i PISAĆ).

Błędne zastosowania SJM przyczyniły się do powstania na jego temat całego szeregu mitów. Jeden z nich głosi, iż w SJM słowa, które w polszczyźnie pisanej są homonimami (homografami), w SJM ujednolica się – to znaczy kilka znaczeń przekazuje się za pomocą tego samego znaku wizualnego (np. podanie w piłce nożnej i podanie dokument, koło jako rzeczownik i jako przyimek). Takie zastosowania SJM są wynikiem słabej znajomości jego zasad i przyczyniają się do niechęci, jaką część naturalnych użytkowników PJM żywi wobec systemu językowo-migowego. W rzeczywistości poprawne zastosowanie SJM różnicuje homonimy – np. kłaść się i kłaść coś, kopać w ziemi i kopać nogą.
Poważną trudnością w stosowaniu SJM jest fakt, iż większość elementów pozamanualnych znaków PJM (np. mimika w PJM) zostało sprowadzonych do roli prozodii, podczas gdy w PJM pełnią one determinującą rolę słownikową. Inną trudność stanowi fakt, że działająca przy PZG komisja unifikacyjna przyjęła zasadę ujednolicania słownika SJM, zamiast opisywania znaków stosowanych regionalnie. Gdy istniały różnice regionalne lub stylistyczne w słownictwie PJM, do słownika SJM wybrano jeden z serii synonimów. Nie wyklucza to jednak możliwości stosowania znaków o charakterze regionalnym i wielu doświadczonych użytkowników SJM tak postępuje.
SJM zawiera pewne znaki nieobecne w PJM jako samodzielne leksemy (np. przyimki). Dużo znaków wygląda też inaczej niż w PJM. Początkowo było to 20%, jednak różnica ta stale rośnie ponieważ PJM jest językiem żywym i ewoluuje, a SJM nie. Najbardziej rozpowszechniona jest uproszczona wersja SJM, w której pomija się palcowanie końcówek fleksyjnych. Jej wykorzystanie polega więc na nadawaniu znaków ze słownika PJM w szyku polszczyzny dźwiękowej.
Zasadniczo każdy, kto zna polski język migowy i język polski, powinien być w stanie odczytać system językowo-migowy. Większość osób, które płynnie posługują się PJM, ma jednak poważne trudności z „wyłączeniem” migowych reguł gramatycznych i zastąpieniem ich regułami gramatyki polskiej.
Z drugiej strony SJM przyczynił się do wzrostu liczby pedagogów będących w stanie porozumieć się z głuchymi. Znaki w SJM są jednolite, podczas gdy PJM jest porozbijany na mnóstwo dialektów, utrudniających głuchym z różnych stron Polski porozumienie. Utrudnia to również stworzenie książkowego słownika PJM (stworzona przez Pracownia Lingwistyki Migowej UW baza leksemów PJM do marca 2014 zawierała 6610 pozycji), podczas gdy słowniki SJM istnieją (często nazywane słownikami języka migowego). SJM zawiera też mniej znaków. „Słownik  polskiego  języka  miganego” opracowany przez Józefa Hendzla zawiera 2138 haseł (Józef Hendzel, „Słownik polskiego języka miganego”, Olsztyn 1986).

## Historia i zastosowanie SJM
System językowo-migowy został stworzony przez słyszących surdopedagogów jako narzędzie – w intencji twórców – pomocne w nauce języka polskiego. Istnieją na ten temat spore kontrowersje. W nauce języka angielskiego dla Polaków nie stosuje się pośredniego języka, w którym występują polskie słowa i angielska gramatyka. Głusi, którzy od rodziców nabyli PJM i nie znają polszczyzny, często nie rozumieją komunikatów w SJM. Przyczyną są omówione wyżej rozbieżności w strukturze SJM i PJM oraz różnice w pokazywaniu poszczególnych znaków.
SJM jest wykorzystywany dość powszechnie w surdopedagogice oraz w tłumaczeniach telewizyjnych. SJM są też uczone na kursach osoby słyszące mające w zamyśle porozumiewać się z głuchymi, między innymi urzędnicy.

## Kłopoty terminologiczne
System językowo-migowy często nie jest odróżniany od polskiego języka migowego, zwłaszcza w przestrzeni publicznej. Różne szkolenia prowadzone jako kursy polskiego języka migowego są w rzeczywistości kursami SJM. Część książek z „polskim językiem migowym” w tytule dotyczy w rzeczywistości SJM. Jedyne funkcjonujące w oficjalnym obiegu dyplomy znajomości języka migowego wydawane są po zdaniu egzaminu z SJM.

## Inne języki migane
Odpowiedniki polskiego SJM istnieją w większości krajów, w których jest też rozwinięty system edukacji głuchych (nie był to wynalazek polski). W języku angielskim język migany określa się mianem signed system (w przeciwieństwie do języka migowego: sign language).